# Хикс, Элиас
Элиас Хикс (англ. Elias Hicks; 19 марта 1748 — 27 февраля 1830) был путешествующим квакерским проповедником из Лонг-Айленда, штат Нью-Йорк. Распространял идеи, которые привели его и его последователей к противостоянию с другими квакерами, что вылилось в первый крупный раскол в Религиозном обществе Друзей (квакеров). Элиас Хикс был старшим двоюродным братом Эдварда Хикса, также квакерского проповедника и художника.

## Ранние годы
Элиас Хикс родился в 1748 г. в Хэмпстеде, штат Нью-Йорк. По профессии он был плотником. В двадцать с небольшим лет стал квакером, как и его отец, Джон Хикс.
2 января 1771 г. в Доме собраний Вестбери Э.Хикс сочетался браком с Джемимой Симэн. У них родилось 11 детей, но лишь пятеро дожили до зрелого возраста. В какой-то момент Хикс стал фермером, обосновавшись на ферме родителей его жены в Джерико, штат Нью-Йорк. Сегодня это место известно как Дом Элиаса Хикса. Они с женой, как и другие квакеры в Джерико, бесплатно предоставляли кров и пищу всем, кто проходил через их места, избавляя путников от необходимости поисков таверны.
В 1778 г. Хикс участвует в постройке Дома собраний в Джерико, который и сегодня остаётся местом, где проводятся квакерские богослужения. Э.Хикс активно проповедует на собраниях и к этому времени становится признанным служителем. О Хиксе отзывались, как о прекрасном ораторе с сильным голосом и драматическим талантом. В ноябре 1829 г. юный Уолт Уитмен слышал проповедь Хикса в отеле «Моррисонз» в Бруклине, позже вспоминая о его «глубоком, ярком и мелодичном голосе».

## Деятельность, направленная на отмену рабства
Элиас Хикс был одним из первых квакерских аболиционистов.
В 1778 г. он и его сосед Фиб Додж, освободили своих рабов. Они были первыми из квакеров Вестбери, кто сделал это. В течение следующего года все окрестные квакеры последовали их примеру.
В 1794 г. Хикс основал Благотворительное общество Джерико и Вестбери, которое предоставляло помощь бедным афроамериканцам, а также обеспечивало их детей образованием.
В 1811 г. Хикс написал «Заметки о рабстве и потомках африканских рабов», где он напрямую связал моральный аспект освобождения рабов с мирным свидетельством квакеров и открыто заявил, что рабство является плодом войны. Его работа стала главным аргументом движения против продуктов, производимых рабами. Это движение бойкотировало приобретение товаров, произведённых рабами — в основном это была хлопковая одежда и тростниковый сахар — и ратовало за использование только оплачиваемого труда свободных людей. И хотя само по себе движение не было религиозным, большинство магазинов, объявивших бойкот, принадлежали квакерам. Первым из них был магазин Бенджамина Ланди в Балтиморе в 1826 г.
Хикс поддержал программу Ланди по переселению освобождённых рабов на Гаити и в 1824 провёл собрание, посвящённое организации такого переселения и в Джерико. В конце 1820-х годов он выступал за сбор средств для покупки рабов с целью освобождения их и заселения ими американского юго-запада.
Хикс ратовал за освобождение рабов в своём штате, которое было узаконено в 1799 г. в «Акте о постепенном освобождении рабов», а позднее в «Акте о постепенном освобождении рабов» в штате Нью-Йорк 1817 г. В результате 4 июля 1827 г. все оставшиеся рабы штата обрели свободу.

## Доктринальные воззрения
Следование и подчинение Внутреннему Свету Хикс считал главным принципом богослужения и фундаментальным принципом всего Религиозного общества Друзей.
Он отрицал непорочное рождение Христа Марией и его божественность. Он считал Христа таким же Сыном Божьим, как любого другого человека, просто достигшим божественности через безупречное повиновение Внутреннему Свету.
Хикс также косвенно отрицал концепции искупления, первородного греха и дьявола и считал ад неким состоянием, а не конкретным местом.
В 1824 г. Хикс излагает свои взгляды в «Послании христианского учения, изложенного с учётом природы и сущности Иисуса Христа».
На годовом собрании 1826 года в Филадельфии Хикс заявил, что следование Внутреннему Свету гораздо важнее следования тексту Библии.
Кажется, что всё это объяснено в Писаниях, и мы можем почерпнуть для себя много ценного, читая их, следуя духу Божьему. Но те, кто полагается на свои способности, не извлечёт из них ничего, поскольку, интерпретируемые человеком, слова Писания утрачивают жизнь. Настолько, что те, кто считают его истинным руководством для веры и практики, готовы убивать друг друга ради Писания.
Примечательным в теологии Хикса было отрицание понятия дьявола, как источника человеческих страстей и слабостей. Он настаивал на том, что все базовые потребности, включая сексуальную страсть, не были ни привнесены в нас каким-то внешним злом, ни взращены самим человеком — всё это неотъемлемые части человеческой природы, какой её создал Бог. На своей проповеди «Да продлится братская любовь» на собрании Друзей в Бибери (ок. Филадельфии), в 1824 г, Хикс утверждал:
Он дал нам страсти — если можно их так назвать — именно для того, чтобы мы с их помощью искали то, что нам необходимо и что мы имеем право познать.
Хикс учил, что все дурные деяния и страдания в мире происходят не потому что человек поддаётся слабостям, а потому что за них он подвергается «слишком строгому наказанию».
Если смотреть чуть шире, то Хикса можно представить, как адепта квиетистских традиций странствующего квакерского проповедника Джона Вулмана, а также более ранней квакерской теологии Джоба Скотта, который считал все постановления внешнего мира разрушительными для того, кто хочет следовать Внутреннему Свету. Кроме того, в религиозном плане Хикс был приверженцем свободомыслия, к тому моменту ставшего весьма популярным в Соединённых Штатах, особенно среди деистов квакерского наследия, таких как Томас Пейн.

## Раскол последователей Хикса и ортодоксальных квакеров
Этот первый раскол в квакерском обществе произошёл не только благодаря Хиксу. Частично это было реакцией на Второе великое пробуждение, возрождение протестантского евангельского христианства, начавшееся в середине 1790-х в ответ на движения религиозного скептицизма, деизма и либеральной теологии рационального христианства.
Однако благодаря Хиксу напряжение в среде Друзей набрало силу уже к 1808 г. По мере роста его влияния в Нью-Йорк в 1820-е годы стали приезжать авторитетные английские Друзья-евангелисты, включая Уильяма Фостера и Анну Брейтуэйт, чтобы осудить его взгляды.
Эти визиты обострили и вывели на первый план различия в среде американских квакеров. Подобные различия стали основой раскола между унитарианами и конгрегационалистами в 1819 г. Особенно сильным было влияние Анны Брейтуэйт. Она приезжала в Соединённые Штаты в период с 1823 по 1827 годы и в 1824 г. издала там свои «Заметки и наблюдения о противоречиях в доктринах Элиаса Хикса», в которых представила Хикса радикальным эксцентриком. Хикс чувствовал потребность отреагировать и в том же году опубликовал письмо своему союзнику из Филадельфийского собрания, доктору Эдвину Этли в работе под названием «Заблуждения Анны Брейтуэйт». В ответ в 1825 г. она издала «Письмо Анны Брейтуэйт Элиасу Хиксу о природе его учения». Участникам полемики не удалось переубедить друг друга.
В 1819 г. Хикс посвятил много сил работе в домах собраниях Филадельфии, что привело к годам сильной организационной сумятицы. В итоге, благодаря как внешним факторам, так и внутренним усилиям к 1826 г всё вылилось наружу.
После годового собрания 1826 г. в Филадельфии, на котором Хикс говорил о приоритете Внутреннего Света над Писанием, квакерские старейшины решили посетить все дома собраний в городе, чтобы изучить доктрины и воззрения всех служителей и старейшин. Это вызвало бурю негодования, которое лишь усилилось к следующему годовому собранию в 1827 г. Хикса не было там, когда разногласия представителей домов собраний привели к сумятице по причине неспособности найти консенсус и назначить нового клерка.
И хотя это разделение изначально задумывалось как временная мера, к 1828 г. в городе было две независимые квакерские группы, каждая из которых называла себя Годовым собранием Филадельфии. В течение нескольких следующих лет многие собрания разделились по этому же принципу, включая те, что находились в Нью-Йорке, Балтиморе, Огайо и Индиане. Те, кто пошёл за Хиксом, получили название «хикситы», а их противники стали называться «ортодоксальными Друзьями». Каждая из сторон считала себя единственно истинным проявлением наследия основателя Общества Друзей Джорджа Фокса.
Раскол был подкреплён ещё и социально-экономическими факторами. Последователи Хикса были в основном бедными и жили в сельской местности, в то время как ортодоксальные Друзья принадлежали к среднему классу и жили в городах. Многие из квакеров в глубинке всё ещё следовали традициям «простой речи» и «простой одежды», давно уже забытые городскими квакерами.
В 1828 г. раскол американского квакерства перекинулся и на квакерское сообщество Канады, возникшее там благодаря иммигрантам из Нью-Йорка, Пенсильвании и штатов Новой Англии в 1790-х годах. Это привело к появлению системы параллельных годовых собраний в Канаде и США.
Противостояние между хикситами и евангельскими ортодоксальными Друзьями в Соединённых Штатах было долгим и суровым. Потребовались многие десятилетия, чтобы достичь согласия. Началось всё с объединения некоторых месячных собраний в 1920-х годах, а закончилось воссоединением Балтиморского годового собрания в 1968 г.

## Последние годы
24 июня 1829 г. 81-летний Элиас Хикс отправился в своё последнее путешествие по западной и центральной части штата Нью-Йорк, конечной целью которого был Джерико, куда он прибыл 11 ноября. В январе 1830 г. Хикс пережил инсульт, частично парализовавший его, а 14 февраля повторный инсульт окончательно лишил его дееспособности. Две недели спустя, 27 февраля 1830 г., он умер. Его последнее желание заключалось в том, чтобы ни его, ни его смертный одр не покрывали хлопковой тканью, произведённой рабами. Элиас Хикс был похоронен на кладбище Друзей в Джерико так же, как и его жена Джемима, умершая годом ранее, 17 марта 1829 г.